# جيتا غوتاوا
جيتا غوتاوا (بالإندونيسية: Gita Gutawa)‏ واسمها الحقيقي هو ألونا ساجيتا غوتاوا (بالإندونيسية: Aluna Sagita Gutawa)‏ هي مغنية وكاتبة أغاني إندونيسية ولدت في يوم 11 أغسطس 1993 في مدينة جاكارتا عاصمة إندونيسيا. والدها هو الملحن إروين غوتاوا. بدأت الغناء في سنة 2004. عملت في البداية مع فرقة أدا. في سنة 2005 طرحت أول ألبوم لها بعنوان Heaven of Love ووصلت مبيعاته لأكثر من 800 ألف نسخة. أنتجت بعد ذلك أربعة ألبومات أخرى. نالت أغانيها شعبية كبيرة عند الأطفال، وفازت بعدة جوائز في إندونيسيا والعالم.